# Valerie Thomas
Valerie L. Thomas (8 de febrero de 1943) es una científica e inventora estadounidense. Inventó el transmisor de ilusión, por el que recibió una patente en 1980. Fue responsable del desarrollo de los sistemas de procesamiento de imágenes de formatos de medios digitales utilizados en los primeros años del programa Landsat.

## Educación y primeros años
Valerie Thomas se interesó por la ciencia cuando era niña, después de observar a su padre jugar con la televisión y ver las piezas mecánicas dentro de la televisión. A la edad de ocho años, leyó The Boys First Book on Electronics, que despertó su interés en una carrera científica. Su padre no la ayudaría con los proyectos del libro, a pesar de su propio interés por la electrónica. En la escuela para niñas a la que asistió, no se le animó a seguir cursos de ciencias y matemáticas, aunque logró tomar un curso de física. Valerie no tuvo mucho apoyo cuando era niña. Si bien sus padres y su maestra de la escuela no lucharon por su derecho a estudiar Ciencias, tuvo algunos maestros que lucharon por ella a una edad temprana. Continuó asistiendo a la Universidad Estatal de Morgan, donde fue una de las dos mujeres que se especializaron en física. Thomas se destacó en sus cursos de matemáticas y ciencias en la Universidad Estatal de Morgan y después de graduarse con un título en física pasó a trabajar para la NASA. En 1976 asistió a un seminario científico donde vio una exhibición que demostraba una ilusión. La exhibición utilizó espejos cóncavos para engañar al espectador haciéndole creer que una bombilla estaba encendida incluso después de haber sido desenroscada de su casquillo. Estaba tan sorprendida por lo que vio en este seminario que quiso empezar a crear esto por su cuenta. Más tarde ese año comenzaría a experimentar con espejos planos y cóncavos. Los espejos planos tendrían un reflejo en cierto objeto que parecería estar detrás del vidrio. El espejo cóncavo tendría un reflejo que en realidad estaría frente al vidrio, produciendo una ilusión tridimensional.